# Санніков Сергій Вікторович
Сергíй Вікторович Са́нніков – баптистський богослов, проповідник, капелан. Доктор богослов'я. Пастор Першої Одеської Церкви Євангельських Християн-Баптистів. Один із основоположників євангельської богословської освіти в незалежній Україні, засновник і керівник ТзОВ "Євро-Азіатська акредитаційна асоціація" (м. Одеса, з 6 травня 2000 року).
Одружений. Дружина: Тетяна Василівна Саннікова. Має дочку і сина.

## Діяльність в сфері християнської освіти
Діяльність в сфері християнської освіти розпочав у 1985 році, коли був запрошений викладати курси екзегетики та історії церкви на Заочних біблейських курсах в Москві, які на той час були єдиним навчальним закладом для всіх євангельських церков Радянського Союзу.
Член редколегії журналу «Українське релігієзнавство».
З 1991 р. – перший ректор Одеської богословської семінарії, прослужив на цій посаді протягом десяти років з часу заснування семінарії. У 1997—2011 роках – виконавчий директор Євро-Азійської Акредитаційної Асоціації (ЄААА), 25 жовтня 2011 року обраний президентом ЄААА до 2014 р.; 
24 вересня 2018 р. захистив дисертацію на тему Феномен водного хрещення у контексті сучасної баптистської сакраментології в Українському державному університету імені Михайла Драгомановапа і здобув науковий ступінь доктора філософських наук за спеціальністю 09.00.14 — богослов'я.
З 2018 р. доцент кафедри біблійних і богословських досліджень Одеської богословської семінарії, член Спеціалізованої Вченої Ради Д 26.053.21 з присудження наукового ступеня доктора (кандидата) наук Українського державного університету імені Михайла Драгомановапа по спеціальностям 09.00.11 – релігієзнавство, 09.00.14 – богослов`я. 
Фулбрайтівський стипендіат, який викладав протягом 2004-05 навчального року в Тихоокеанському університеті Фрезно. З 2011 по 2015 рр. член Виконавчого комітету Європейської баптистської федерації, член Наглядової Ради Співдружності європейських євангелічних теологів.
У 2020 р. на честь 70-річчя С.В. Саннікова колеги підготували збірку статей «Зустрічаючись із таємницею» і провели ювілейну конференцію.

## Письменницька діяльність
Автор численних публікацій, в тому числі двотомника «Двадцять століть християнства» (рос. «Двадцать веков христианства») і серії книг «Початки вчення» (рос. «Начатки учения»), які використовуються для підготовки до водного хрещення в євангельських церквах. Є засновником і протягом багатьох років головним редактором часопису «Богомисліє» (рос. «Богомыслие»), двомовного журналу «Богословські роздуми» (рос. «Богословские размышления»).
Книги надруковані з 2020 р.
Sannikov, S. 2020. ‘A Holistic Approuch to Water Baptism: An Easern European Perspective’. In Baptist Sacramentalism 3, 210–58. Eugene, Or: Wipf & Stock Publishers.
———. 2022. ‘The Bible as the Foundation of Life: Sacramental Realism’. In Be Focused...Use Common Sense...Overcome Excuses and Stupidity, Theological Commission of the World Evangelical Alliance, 22:449–60. World of Theology Series. Bonn: Verlag für Kultur und Wissenschaft Culture and Science Publ.
Санніков, С.В. 2019. Знаки Присутності. Водне Хрещення. Киев: Дух і Літера.
———. 2022. Характер Та Датування Таємної Вечері. Одеса: ОБС.
———. 2023. Знаки Присутності. Вечеря Господня. Киев: Дух і Літера.
———. 2024a. Знаки Присутності. Церковні Священодії: Хрещення, Вечеря, Рукопокладання. Одеса: Одеська богословська семінарія.
———. 2024b. Огляд Історії Християнства. Навч. Посібник. Одеса: Одеська богословська семінарія.
———. 2025. Церковні Священодії: Шлюбна Церемонія Молитва Над Дітьми, Молитва з Єлеопомазанням. Одеса: Одеська богословська семінарія.
Повний список наукових публікацій